# Diócesis de Sincelejo
La diócesis de Sincelejo (en latín: Dioecesis Sinceleiensis) es una circunscripción eclesiástica de la Iglesia católica en Colombia. Se trata de una diócesis latina, sufragánea de la arquidiócesis de Cartagena de Indias. Desde el 19 de febrero de 2015 su obispo es José Crispiano Clavijo Méndez.

## Territorio y organización

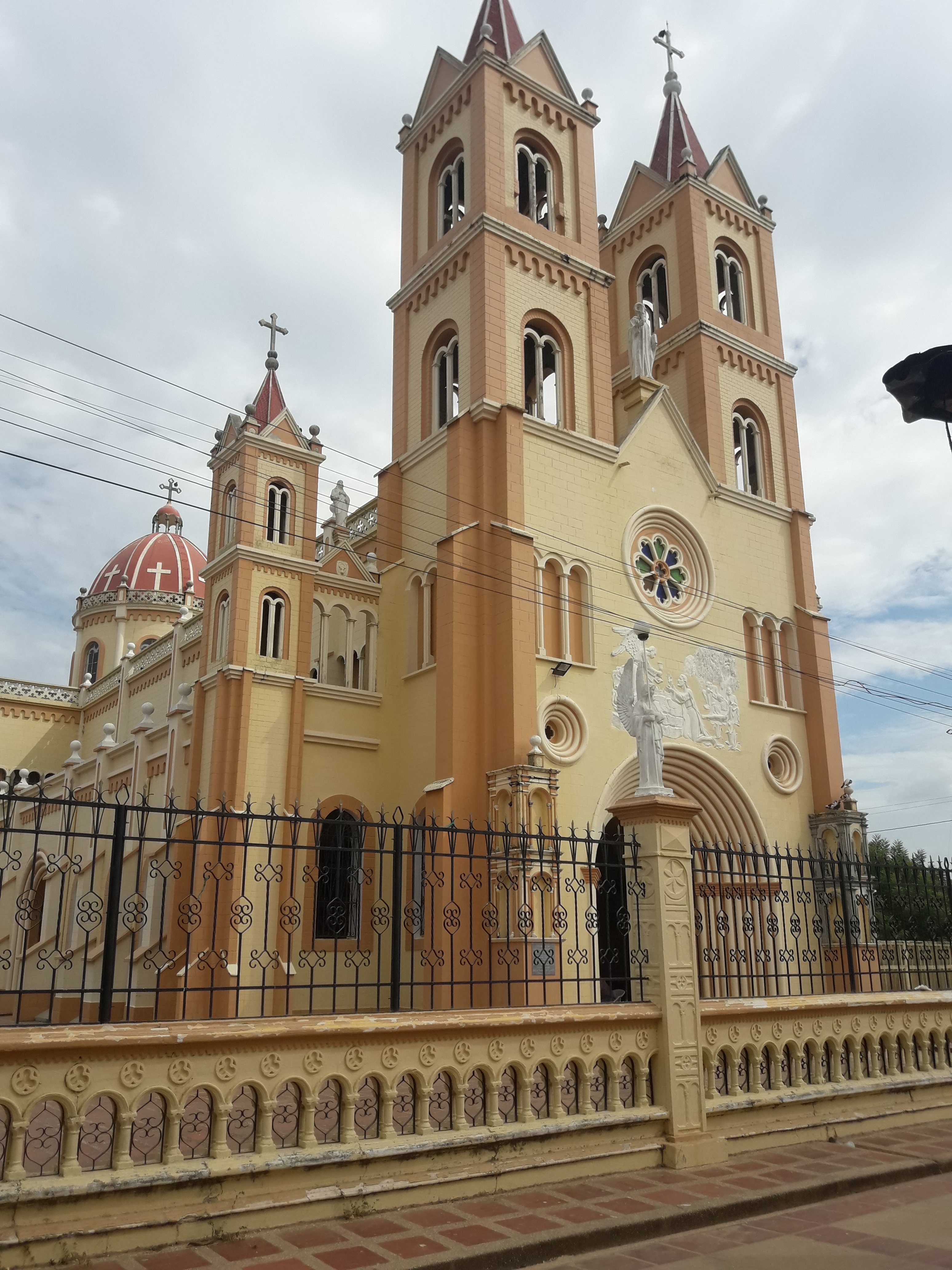
Basílica del Señor de los Milagros, en San Benito Abad

La diócesis tiene 10 670 km² y extiende su jurisdicción sobre los fieles católicos de rito latino residentes en 26 municipios del departamento de Sucre: Buenavista, Caimito, Chalán, Colosó, Corozal, Coveñas, El Roble, Galeras, Guaranda, La Unión, Los Palmitos, Majagual, Morroa, Ovejas, Sampués, San Antonio de Palmito, San Benito Abad, San Juan de Betulia, San Marcos, San Onofre, San Pedro, Santiago de Tolú, Sincé, Sincelejo, Sucre y Tolúviejo.
La sede de la diócesis se encuentra en la ciudad de Sincelejo, en donde se halla la Catedral de San Francisco de Asís. En San Benito Abad se halla la basílica del Señor de los Milagros.
En 2025 en la diócesis existen 51 parroquias, 4 delegaciones pastorales, 2 cuasiparroquias y 5 diaconías, agrupadas en 7 vicarías: Vicaría de San Francisco de Asís, Vicaría del Inmaculado Corazón de María, Vicaría de la Sabana, Vicaría de los Montes de María, Vicaría del Golfo, Vicaría del San Jorge y Vicaría de la Mojana.

#### Vicaría San Francisco de Asís (Sincelejo – Zona Norte)
- Parroquia Catedral San Francisco de Asís.
- Parroquia Cristo Rey.
- Parroquia Espíritu Santo.
- Parroquia Padre de la Misericordia.
- Parroquia Ntra. Sra. del Perpetuo Socorro.
- Parroquia Ntra. Sra. de Fátima.
- Parroquia San Antonio de Padua.
- Parroquia Cristo Redentor.
- Parroquia Juan Pablo II.
- Delegación Pastoral Cristo Sacerdote.
- Cuasi-parroquia Sagrado Corazón de Jesús.
- Cuasi-parroquia San Judas Tadeo.
- Delegación pastoral Santa Laura Montoya.
- Delegación Pastoral Sagrada Familia.

#### Vicaría inmaculado Corazón de María (Sincelejo – Zona sur)
- Parroquia Ntra. Sra. de la Medalla Milagrosa

- Parroquia Ntra. Sra. de las Mercedes.
- Parroquia Ntra. Sra. del Carmen.
- Parroquia Niño Jesús.
- Parroquia Jesús Buen Pastor.
- Parroquia Santísimo Sacramento.
- Delegación pastoral Jesús Resucitado.
- Parroquia San Isidro Labrador (Chochó).
- Parroquia San Juan Evangelista (Sampués).

#### Vicaría de la Sabana.
- Parroquia Inmaculada Concepción de María, Galeras.
- Parroquia Natividad de María, Sincé.
- Parroquia Santísima Trinidad, Sincé.
- Parroquia Sagrado Corazón de Jesús, Corozal.
- Parroquia San José, Corozal.
- Parroquia San Juan de Betulia.
- Parroquia San Pedro Claver, San Pedro.
- Parroquia Santo Tomás Becket, Buenavista.
- Parroquia Santa Clara de Asís, Corozal.
- Diaconía Jesús Resucitado, Corozal.

#### Vicaría de los Montes de María.
- Parroquia San Francisco de Asís, Ovejas.
- Parroquia Santa Rosa de Lima, Los Palmitos.
- Parroquia San Blas, Morroa.
- Parroquia Inmaculada Concepción de María, Chalán.
- Parroquia San José, Toluviejo.
- Parroquia San Miguel Arcángel, Colosó.
- Diaconía Flor del Monte, Ovejas.
- Diaconía Sabanas de Pedro, Los Palmitos.

#### Vicaría del Golfo.
- Parroquia Sagrado Corazón de Jesús, Coveñas.
- Parroquia San Antonio Abad, Palmito.
- Parroquia San Onofre, San Onofre.
- Parroquia Jesús Maestro, libertad San Onofre.
- Parroquia Santiago Apóstol, Tolú.
- Parroquia La Ascensión del Señor, Tolú.

#### Vicaría del San Jorge.
- Parroquia Santísima Trinidad, San Marcos.
- Parroquia Cristo Redentor, San Marcos.
- Parroquia Espíritu Santo, San Marcos.
- Parroquia Jesús Pan de Vida, Las Flores San Marcos.
- Basílica menor San Benito Abad, San Benito.
- Parroquia Santo Domingo de Guzmán, La Unión..
- Parroquia San Juan Bautista, Caimito.
- Parroquia San Mateo, el Roble.
- Parroquia Santiago Apóstol, Santiago.
- Diaconía de Buenavista, San Marcos.
- Diaconía Los Cayitos, Caimito.

#### Vicaría de la Mojana.
- Parroquia Santa Cruz, Sucre – Sucre.
- Parroquia del Santo Cristo, Guaranda..
- Parroquia San José, Majagual.
- Nuestra Sra. De la Candelaria, Pansegüita – Sucre.
- Parroquia La Transfiguración del Señor, Piza – Majagual.

## Historia

### Antecedentes
El territorio de la actual diócesis de Sincelejo perteneció, desde el 24 de abril de 1534, a la diócesis de Cartagena de Indias, por breve del papa Clemente VII, quien erigió esa diócesis con un amplio territorio.
Los obispos de Cartagena de Indias fueron los primeros interesados en la evangelización de estos territorios. En efecto, ya para entonces dividieron el territorio en nueve vicarías foráneas, correspondiendo el actual territorio de la diócesis de Sincelejo a las vicarías de San José y de San Francisco de Asís, a las que pertenecían, respectivamente, las parroquias de Corozal, Sincé, Colosó y las parroquias de Sincelejo, Toluviejo, Tolú y Sampués.
El departamento de Sucre fue creado el 1 de marzo de 1967. Este hecho históricamente importante para la ciudad de Sincelejo y la región, hizo pensar que el complemento del departamento era la erección de la diócesis.

### Diócesis
La diócesis fue erigida el 25 de abril de 1969 mediante la bula Ad Ecclesiam Christi del papa Pablo VI, obteniendo el territorio de la arquidiócesis de Cartagena y del vicariato apostólico de San Jorge (parroquias de San Marcos, San Benito, Santiago, Caimito, Majagual y Sucre).
En el momento de la erección de la diócesis contaba con 20 sacerdotes diocesanos, 9 sacerdotes religiosos, 6 comunidades religiosas, 3 seminaristas y 17 parroquias organizadas con párrocos permanentes.
El 16 de mayo de 1979, con la carta apostólica Qui a pueris, el papa Juan Pablo II confirmó a la Santísima Virgen María, venerada con el título de Inmaculado Corazón, como patrona principal de la diócesis.

## Estadística
Según el Anuario Pontificio 2023 la diócesis tenía a fines de 2022 un total de 837 000 fieles bautizados.
| Año                                                                             | Población | Población | Población      | Sacerdotes | Sacerdotes | Sacerdotes | Católicos por sacerdote | Diáconos permanentes | Religiosos | Religiosos | Parroquias y cuasiparroquias |
| Año                                                                             | Católicos | Total     | % de católicos | Total      | Diocesanos | Regulares  | Católicos por sacerdote | Diáconos permanentes | Masculinos | Femeninos  | Parroquias y cuasiparroquias |
| ------------------------------------------------------------------------------- | --------- | --------- | -------------- | ---------- | ---------- | ---------- | ----------------------- | -------------------- | ---------- | ---------- | ---------------------------- |
| 1976                                                                            | 380 000   | 404 529   | 93.9           | 25         | 19         | 6          | 15 200                  |                      | 6          | 126        | 18                           |
| 1980                                                                            | 421 000   | 454 000   | 92.7           | 25         | 18         | 7          | 16 840                  |                      | 7          | 126        | 19                           |
| 1990                                                                            | 481 187   | 529 059   | 91.0           | 35         | 26         | 9          | 13 748                  | 1                    | 9          | 129        | 25                           |
| 1995                                                                            | 560 000   | 600 000   | 93.3           | 43         | 37         | 6          | 13 023                  | 1                    | 6          | 128        | 27                           |
| 2003                                                                            | 680 000   | 800 000   | 85.0           | 58         | 48         | 10         | 11 724                  | 1                    | 11         | 90         | 42                           |
| 2004                                                                            | 671 816   | 839 770   | 80.0           | 55         | 47         | 8          | 12 214                  | 1                    | 8          | 110        | 42                           |
| 2014                                                                            | 776 000   | 964 000   | 80.5           | 62         | 48         | 14         | 12 516                  | 7                    | 25         | 64         | 49                           |
| 2017                                                                            | 803 745   | 997 215   | 80.6           | 77         | 62         | 15         | 10 438                  | 13                   | 24         | 69         | 50                           |
| 2020                                                                            | 810 370   | 877 024   | 92.4           | 72         | 61         | 11         | 11 255                  | 13                   | 11         | 63         | 55                           |
| 2022                                                                            | 837 000   | 906 000   | 92.4           | 86         | 75         | 11         | 9732                    | 13                   | 11         | 63         | 57                           |
| Fuente: Catholic-Hierarchy, que a su vez toma los datos del Anuario Pontificio. |           |           |                |            |            |            |                         |                      |            |            |                              |

## Episcopologio
- Félix María Torres Parra † (25 de abril de 1969-11 de diciembre de 1980 nombrado obispo de Santa Marta)
- Héctor Jaramillo Duque, S.D.B. † (3 de agosto de 1981-16 de septiembre de 1990 falleció)
- Nel Hedye Beltrán Santamaría † (29 de abril de 1992-12 de agosto de 2025 falleció)
- José Crispiano Clavijo Méndez, desde el 19 de febrero de 2015